# 북산면
북산면(北山面)은 대한민국 강원특별자치도 춘천시의 면이다. 넓이는 215.07 km2이고, 인구는 2015년 12월 말 주민등록 기준으로 927 명이다.

## 행정 구역
| 법정리 | 한자명 | 행정리           | 비고                   |
| ------ | ------ | ---------------- | ---------------------- |
| 내평리 | 內坪里 | 내평리           |                        |
| 청평리 | 淸坪里 | 청평1리, 청평2리 |                        |
| 부귀리 | 富貴里 | 부귀리           |                        |
| 추곡리 | 楸谷里 | 추곡1리, 추곡2리 |                        |
| 오항리 | 吾項里 | 오항1리, 오항2리 | 면 행정복지센터 소재지 |
| 물로리 | 勿老里 | 물로1리, 물로2리 |                        |
| 조교리 | 照橋里 | 조교1리, 조교2리 |                        |
| 대동리 | 大同里 | 대동리           |                        |
| 대곡리 | 垈谷里 | 대곡리           |                        |
| 추전리 | 楸田里 | 추전리           |                        |

| 행정 지도 |
| --------- |
|           |

- 대곡리, 대동리, 조교리, 물로리는 (구) 조교출장소 지역이다.